# Andrew Howard
Pour les articles homonymes, voir Howard.
Andrew Howard, né à Cardiff en 1969, est un acteur, producteur et scénariste gallois.

## Filmographie

### Court-métrage
- 2020 : Two Distant Strangers de Travon Free et Martin Desmond Roe

### Au cinéma
- 1999 : La Cerisaie de Michael Cacoyannis
- 1999 : Shades
- 2001 : Killing Angel
- 2002 : Abîmes de David Twohy
- 2002 : Shooters
- 2005 : Heights
- 2005 : Opération Matchbox
- 2005 : Revolver
- 2007 : La Chaise du mal (The Devil's Chair) : Nick West
- 2007 : Le Rêve de Cassandre
- 2010 : I Spit on Your Grave
- 2011 : Limitless de Neil Burger
- 2011 : Very Bad Trip 2 : Nikolai
- 2015 : Taken 3 : Maxim
- 2016 :  Les Mémoires d'un assassin international de Jeff Wadlow : Anton Masovich
- 2017 : CHiPs de Dax Shepard
- 2018 : Action ou Vérité : (Truth or Dare) de Jeff Wadlow : Randall Himoff
- 2019 : Anna de Luc Besson : Oleg
- 2020 : Tenet de Christopher Nolan : Stephen
- 2024 : Hard Home (en) de James Bamford : El Diablo
- 2025 : Mr. Wolff 2 (The Accountant 2) de Gavin O'Connor : Batu

### À la télévision
- 2001 : Frères d'armes (mini-série)
- 2003 : Le Lion en hiver d'Andreï Kontchalovski : Richard Cœur de Lion
- 2009 : La Traversée des enfers (Hellhounds) de Rick Schroder : Andronikus
- 2011 : Burn Notice (série télévisée, saison 5)
- 2011 : New York, unité spéciale (saison 12, épisode 24) : Luke Ronson
- 2012 : Hatfields and McCoys (mini-série)
- 2012-2013 : NCIS : Los Angeles (série télévisée, saison 4)
- 2013 : Copper (série télévisée) (série télévisée, saison 2) : Mr O'Rourke
- 2013 : Banshee (série télévisée)
- 2013 : Elementary (série télévisée, saison 2) : Devon Gaspar
- 2014 : The After
- 2014 : Blacklist (série télévisée, saison 1, épisode 22) : Milo
- 2014-2016 : Hell on Wheels (série télévisée) : Dandy Johnny Shea
- 2015 : Bates Motel (série télévisée)
- 2015 : The Lizzie Borden Chronicles : William Borden (série télévisée)
- 2015 : Marvel : Les Agents du SHIELD (Marvel: Agents Of Shield) : Luther Banks
- 2019 : Watchmen : Peur rouge
- 2020 : Perry Mason : Det. Ennis
- 2021 : Mayor of Kingstown : Duke
- 2024 : Echo : Zane, le membre d'un gang